# Fortăreața (film din 1996)
Fortăreața (1996, denumire originală The Rock, cu sensul de Stânca) este un film de acțiune american regizat de Michael Bay. Acțiunea filmului are loc pe insula Alcatraz și în zona golfului San Francisco. În rolurile principale interpretează actorii Sean Connery, Nicolas Cage și Ed Harris. Este produs de Don Simpson și Jerry Bruckheimer, cei care au mai produs filme precum Top Gun, Băieți răi sau Beverly Hills Cop.

## Prezentare
Supărați că mai mulți militari au fost lăsați în urmă în zonele de conflict de către guvernul american și că familiile acestora nu au primit compensații, un grup de soldați americani din Force Recon Marines conduși de generalul Francis Xavier Hummel (Ed Harris) ocupă insula Alcatraz luând ostatici pe turiști și amenințând zona golfului San Francisco cu rachete cu gaz mortal VX. Ele pot fi contracarate cu avioane F/A-18 cu lansatoare de plasmă termitică dar acestea sunt încă în dezvoltare și neoperaționale. 
O echipă de răspuns este creată și aceasta trimite o trupă SEAL să se infiltreze în fosta închisoare. Este nevoie ca specialistul FBI în arme chimice Dr. Stanley Goodspeed (Nicolas Cage) să intervină, dar el nu are nicio experiență în teren. De asemenea nimeni nu știe care sunt planurile adevărate ale fostei închisori Alcatraz deoarece în zonă s-au tot făcut demolări și construcții, iar ultimul director al închisorii a murit de mult. Prin urmare este nevoie și de John Mason (Sean Connery), fost agent britanic MI6 și deținut fără judecată în SUA timp de 30 de ani, pentru că el este singurul om care a evadat din Alcatraz și cunoaște planurile subterane ale închisorii. Echipa SEAL este ucisă de rebelii conduși de Francis Xavier Hummel, iar Dr. Stanley Goodspeed rămâne singurul care poate rezolva situația dar trebuie cumva să se înțeleagă cu John Mason care este foarte nemulțumit de cum s-au comportat Statele Unite cu el.

## Actori/Roluri
- Sean Connery este Cpt. John Patrick Mason, fost agent britanic
- Nicolas Cage este Dr. Stanley Goodspeed
- Ed Harris este General de brigadă Francis X. Hummel, USMC Force Recon
- John Spencer este directorul FBI James Womack
- William Forsythe este Agentul Special FBI Ernest Paxton
- David Morse este Maiorul Tom Baxter, USMC Force Recon
- John C. McGinley este Marine Captain Hendrix, USMC Force Recon
- Tony Todd este Captain Darrow, Army Special Forces
- Gregory Sporleder este Captain Frye, Army Special Forces
- Bokeem Woodbine este Sergeant Crisp, USMC Force Recon
- Jim Maniaci este Private Scarpetti, USMC Force Recon
- Greg Collins este Private Gamble, USMC Force Recon
- Steve Harris este Private McCoy, USMC Force Recon
- Brendan Kelly este Private Cox, USMC Force Recon
- Michael Biehn este Commander Anderson, USN SEAL
- Danny Nucci este Lieutenant Shephard, USN SEAL
- Vanessa Marcil este Carla Pestalozzi
- Claire Forlani este Jade Angelou
- Todd Louiso este Marvin Isherwood
- David Bowe este Dr. Ling
- John Laughlin este General Peterson

Actorii Xander Berkeley, James Caviezel și Philip Baker Hall sunt nemenționați dar apar în film